# Cabatuán (Isabela)
Cabatuán  es un municipio filipino de tercera categoría perteneciente a la provincia de La Isabela en la región administrativa de Valle del Cagayán.

## Geografía
Tiene una extensión superficial de 72.00 km² y según el censo del 2007, contaba con una población de 34.079 habitantes y 6.297 hogares; 37.299 habitantes el día primero de mayo de 2010

### Barangayes
Cabatuán se divide administrativamente en 22 barangayes o barrios, 15 de carácter rural y siete de carácter urbano.
| - Rang-ay (Caggong) - Calaocan - Canan - Centro (Población) - Culing Centro - Culing del Este - Culing del Oeste - Del Corpuz - Del Pilar - Diamantina - La Paz | - Luzon - Macalaoat - Magdalena - Magsaysay - Namnama - Nueva Era - Paraíso - Sampáloc - San Andrés (Teodoro Abad) - Saranay - Tandul |